# (200274) 1999 XW207
(200274) 1999 XW207 es un asteroide perteneciente al cinturón de asteroides descubierto el 12 de diciembre de 1999 por el equipo del Lincoln Near-Earth Asteroid Research desde el Laboratorio Lincoln, Socorro, Nuevo México, Estados Unidos.

## Designación y nombre
Designado provisionalmente como 1999 XW207.

## Características orbitales
1999 XW207 está situado a una distancia media del Sol de 2,762 ua, pudiendo alejarse hasta 3,551 ua y acercarse hasta 1,972 ua. Su excentricidad es 0,285 y la inclinación orbital 14,83 grados. Emplea 1676,78 días en completar una órbita alrededor del Sol.

## Características físicas
La magnitud absoluta de 1999 XW207 es 15,5. 